# بیابان فریو
بیابان فریو یا بیابان فرلو، بیابانی در شمال مرکزی سنگال است که مردمان سرر و فولانی در آن ساکن‌اند.

## موقعیت
بیابان فرلو سرزمینی به مساحت ۷۰۰۰۰ کیلومترمربع را پوشانده‌است که برابر است با یک سوم مساحت کشوری که در آن قرار دارد. این بیابان بخشی از جوربل را تشکیل می‌دهد و تا ۷۰ کیلومتر تا شرق داکار و تا غرب و جنوب سن لوئی را می‌پوشاند که محلی‌ها به آن «بائول» می‌گویند. رود سنگال از این منطقه می‌گذرد.
هوای این منطقه بسیار خشک است و فصل خشک آن نه ماه در سال طول می‌کشد. بادهای خشک صحرای بزرگ آفریقا به این منطقه می‌وزد. در فصل مرطوب آن بادهای مرطوب از خلیج گینه به آن می‌وزد و از ژوئیه تا سپتامبر طول می‌کشد. بزرگترین شهر این منطقه ۱۳۰۰۰ تن ساکن دارد.